# Paul Rees
Paul Rees (Timboon, 6 gennaio 1969) è un ex cestista australiano.

## Carriera
Con l'Australia ha disputato i Campionati mondiali del 1994.